# Список эпизодов телесериала «Человек-невидимка»
Ниже приведён полный список эпизодов телесериала «Человек-невидимка», премьера которого состоялась 9 июня 2000 года на канале Sci-Fi Channel (первоначальное название, нынешнее — Syfy Universal).

## Краткий обзор сезонов
| Сезон | Количество серий | Премьера в США  | Финал в США     | Телесезон |
| ----- | ---------------- | --------------- | --------------- | --------- |
| 1     | 24               | 9 июня, 2000    | 6 апреля, 2001  | 2000—2001 |
| 2     | 22               | 13 апреля, 2001 | 1 февраля, 2002 | 2001—2002 |

## Сезоны

### Первый сезон (2000—2001)
| № | Название                                                     | Премьера         | Код эпизода | Режиссёр                     | Сценарий                                               |
| --- | ------------------------------------------------------------ | ---------------- | ----------- | ---------------------------- | ------------------------------------------------------ |
| |                                                              |                  |             |                              |                                                        |
| 1.01/1.02 | Пилот (англ. Pilot)                                          | 9 июня 2000      | 101A/101B   | Брек Айснер                  | Мэтт Гринберг                                          |
| Дэриена Фокса приговаривают к пожизненному заключению. Кевин решает помочь своему незадачливому братцу, предлагая стать «подопытным кроликом» закрытого государственного проекта. Если Дэриен согласится, его отпустят. Изобретением является амальгамная железа, позволяющая своему носителю становиться невидимым. Но не всё так просто: вещество имеет побочные эффекты да и террористы положили на него глаз. «У человечества есть только одно эффективное оружие — и это смех.» Марк Твен «Всё, что прошло — называется пролог.» «Всё, что делается с любовью, лежит за пределами добра и зла.» Фридрих Ницше |                                                              |                  |             |                              |                                                        |
| |                                                              |                  |             |                              |                                                        |
| 1.03 | Катевари (англ. The Catevari)                                | 16 июня 2000     | 102         | Иэн Эмес                     | Джейсон Батлер Пол Гринберг                            |
| Из психиатрической лечебницы сбежал Чарльз Фогерти, наделённый способностью убивать одним прикосновением. Будучи спец-агентом, он стал жертвой опытов химического оружия в разгар холодной войны, получивших название Катевари. На поиски отправляют Дэриена Фокса. Но сможет ли он вступить в борьбу с таким же как он? «Тот, кто не учится у истории, обречён на её повторение.» Джордж Сантаяна |                                                              |                  |             |                              |                                                        |
| |                                                              |                  |             |                              |                                                        |
| 1.04 | Ральф (англ. Ralph)                                          | 23 июня 2000     | 103         | Адам Нимой                   | Джейсон Батлер Крэйг Сильверштейн                      |
| Во время охоты застрелен член кабинета министров республики Туркменистан. Единственным свидетелем, видевшим снайпера, является восьмилетняя Джессика, которая ни с кем не разговаривает, кроме своего невидимого выдуманного друга Ральфа. Чтобы спасти девочку от убийцы Дэриену придётся стать Ральфом. «Это была та самая женщина — женщина, которой удалось уйти.» Доктор Ватсон (Артур Конан Дойль) |                                                              |                  |             |                              |                                                        |
| |                                                              |                  |             |                              |                                                        |
| 1.05 | Тиресий (англ. Tiresias)                                     | 7 июля 2000      | 104         | Борис Дэмэст                 | Джейсон Батлер Питер Хум Джош Кок                      |
| После визита к ясновидящему офицер полиции покончила жизнь самоубийством. Дериен и Хоббс выясняют, что это не первый такой случай. Чтобы разобраться во всём до конца, им придётся навестить безумного старца, предсказывающего будущее. «Судьба — козел отпущения, на которого мы списываем свои преступления.» Артур Джеймс Бальфур «Что будет — то будет.» Дорис Дэй «Если красный свет загорается в тот момент, когда ты начал переходить улицу, твоя жизнь навсегда изменяется.» Автор неизвестен |                                                              |                  |             |                              |                                                        |
| |                                                              |                  |             |                              |                                                        |
| 1.06 | Импульс (англ. Impetus)                                      | 14 июля 2000     | 105         | Джошуа Батлер                | Джонатан Глэсснер                                      |
| Дериен решает выяснить, кем в жизни является его Хранитель. Что держит блестящего ученого и исследователя в Агентстве? В ходе поиска ответа Дериен узнает о жертве химического оружия, заключённой в лаборатории, и решает помочь ей бежать. Но он не знает, что смертельная болезнь, которой больна женщина, является заразной. «У каждого человека есть своя цена.» Роберт Уолпол |                                                              |                  |             |                              |                                                        |
| |                                                              |                  |             |                              |                                                        |
| 1.07 | Знакомый дьявол (англ. The Devil You Know)                   | 21 июля 2000     | 106         | Джеймс А. Контнер            | Джейсон Батлер Эшли Гэйбл Питер Хум Крэйг Сильверштейн |
| Во время заседания был похищен мультимиллионер. При себе у него был GPS-трекер, поэтому место, где его держат, сразу было определено — бунгало на берегу моря. На его вызволение был послан Дериен, но в определённый момент всё пошло не так, и дом взорвался. «Фрэнсис Скотт Фицджеральд: Богатые люди не похожи на нас. Эрнест Хемингуэй: Да, у них больше денег.» «Я граблю банки, потому что в них лежат деньги.» Вилли Саттон |                                                              |                  |             |                              |                                                        |
| |                                                              |                  |             |                              |                                                        |
| 1.08 | Свобода и воровство (англ. Liberty and Larceny)              | 28 июля 2000     | 107         | Брюс Сет Грин                | Крэйг Сильверштейн                                     |
| Дериен встречает своего учителя, которая обучила его воровскому ремеслу, и предлагает помочь ей с одним дельцем за $400 000. Сможет ли бывший воришка устоять и не поддаться соблазну вспомнить былое? «Свобода — это ответственность, поэтому большинство людей её боятся.» Джордж Бернард Шоу «Я хочу быть одна.» Грета Гарбо |                                                              |                  |             |                              |                                                        |
| |                                                              |                  |             |                              |                                                        |
| 1.09 | Цена секретов (англ. The Value of Secrets)                   | 4 августа 2000   | 108         | Брюс Сет Грин Дэвид Джексон  | Марк Каллен Крэйг Сильверштейн                         |
| Молодой гениальный учёный и исследователь Кейт Истон похитила из государственной лаборатории своё изобретение — квантовый компьютер. На поимку вора был послан Дериен Фокс. В ходе поисков он узнаёт все возможности этого открытия и понимает, что компьютер сможет решить его «маленькую» проблему. «Если малые знания — это опасно, то сколько знаний нужно человеку, чтобы быть в безопасности?» Томас Хаксли |                                                              |                  |             |                              |                                                        |
| |                                                              |                  |             |                              |                                                        |
| 1.10 | Беспокойство разделения (англ. Separation Anxiety)           | 11 августа 2000  | 109         | Джошуа Батлер                | Питер Хум                                              |
| Хоббс преследует нового ухажёра своей бывшей жены, обвиняя его в преступлении. Его коллеги уже ничему не удивляются — ведь это не первый приступ ревности за просшедшие годы. Но всё меняется, когда Дериен узнаёт, что парень планирует похищение крупной партии нового типа оружия. |                                                              |                  |             |                              |                                                        |
| |                                                              |                  |             |                              |                                                        |
| 1.11 | Болит, когда я делаю вот так (англ. It Hurts When I Do This) | 18 августа 2000  | 110         | Филипп Сгриччиа              | Лиз Фридмен Ванесса Плэйс                              |
| Во время задержания Хоббс получает черепно-мозговую травму, в результате чего у него обширная гематома и полностью отсутствует рабочая память. Клэр просит своего друга — одного из лучших неврологов страны, помочь Хоббсу. А тот в свою очередь думает, что находится на спецзадании. «Цель оправдывает средства.» «Зло, совершённое людьми, переживёт их, а добро часто хоронят вместе с человеком.» Уильям Шекспир |                                                              |                  |             |                              |                                                        |
| |                                                              |                  |             |                              |                                                        |
| 1.12 | Другой человек-невидимка (англ. The Other Invisible Man)     | 25 августа 2000  | 111         | Джошуа Батлер                | Джейсон Батлер Крэйг Сильверштейн                      |
| На главу агентства совершенно нападение, и он находится на грани жизни и смерти. На месте преступления найдены остатки амальгамы, но Дериен уверяет, что всю ночь был дома. Эбертс рассказывает, что до Фокса железа была также имплантирована одному из агентов ЦРУ. «Будь хорошим, и ты будешь одинок.» Марк Твен |                                                              |                  |             |                              |                                                        |
| |                                                              |                  |             |                              |                                                        |
| 1.13 | Воссоединение (англ. Reunion)                                | 8 сентября 2000  | 112         | Карлтон Прикетт              | Майкл Бернс Дэвид Левинсон Мэтт Пикен                  |
| Дериену звонит друг семьи и врач, чтобы сообщить о том, что с Кевином произошёл несчастный случай, и просить немедленно приехать. Озадаченный и ошеломлённый, Дериен возвращается в свой родной город, где его с братом воспитали тётя и дядя, и находит там следы пребывания Кевина. «Старшие сёстры — сорняки на газоне жизни.» Чарльз Шульце «С возрастом для нас по-настоящему важными становятся те банальные вещи, о которых говорили нам родители: семья, работа и долг.» Пи-Джей О'Рурк (P. J. O’Rourke) - В начале эпизода играет Лунная соната Бетховена. |                                                              |                  |             |                              |                                                        |
| |                                                              |                  |             |                              |                                                        |
| 1.14 | Кошки-мышки (англ. Cat & Mouse)                              | 15 сентября 2000 | 113         | Джошуа Батлер                | Марк Дьюб                                              |
| Эксперименты китайских учёных по созданию человека-невидимки терпят крах один за другим. Это приводит их к выводу, что легче похитить уже готового невидимку, чем создать своего. По информации китайских властей, их цель — федеральный агент Роберт Хоббс… «Оригиналы — это творения, мотивированные желанием. Любая репродукция мотивируется необходимостью.» Ман Рэй «Быть героем — самая короткоживущая профессия на свете.» Уильям Роджерс |                                                              |                  |             |                              |                                                        |
| |                                                              |                  |             |                              |                                                        |
| 1.15 | Обозреватель (англ. Beholder)                                | 22 сентября 2000 | 114         | Джей Тобиас                  | Крэйг Сильверштейн                                     |
| Киллер, по прозвищу Хамелеон, работает очень аккуратно — всех свидетелей он ослепляет, чтобы они не смогли его опознать. Во время игры в гольф застрелен маршал, а это значит, что пора действовать, потому что киллер заляжет на дно ещё на полгода. Чтобы его разыскать Дериен и Хоббс отправиляются к слепой фотомодели. «Оставьте их: они — слепые вожди слепых; а если слепой ведет слепого, то оба упадут в яму.» (От Матфея 15:14) «Ищи хорошее во всём плохом.» Лао-цзы «Лучшая ложь — та, в которой есть доля правды.» «Лучше зажечь свечу, чем проклинать темноту.» Китайская пословица «Она ослепила меня наукой.» Томас Долби (Thomas Dolby — She Blinded Me with Science)                                                                                     |                                                              |                  |             |                              |                                                        |
| |                                                              |                  |             |                              |                                                        |
| 1.16 | Призрак шанса (англ. Ghost of a Chance)                      | 8 января 2001    | 115         | Кен Джиротти                 | Джонатан Глэсснер                                      |
| Дериен, Хоббс и Клэр отправляются в маленькую южно-американскую страну Санта-Руэго. Цель их визита — с помощью способностей Дериена отговорить премьер-министра страны, верящего в сверхъестественное, от нового проекта BIOX, связанного с использованием химического оружия. «Поздно закрывать дверь сарая, когда лошадь уже убежала.» Английская пословица «Чтобы уступить соблазну, нужно мужество.» Оскар Уайльд «Слепой призраков не боится.» Старая германская пословица |                                                              |                  |             |                              |                                                        |
| |                                                              |                  |             |                              |                                                        |
| 1.17 | Цветы для Хоббса (англ. Flowers for Hobbes)                  | 15 января 2001   | 116         | Джонатан Глэсснер            | Крэйг Сильверштейн                                     |
| Из Нобелевского банка спермы похищены образцы. Дериен и Хоббс выходят на след похитителя, им оказывается — профессор местного колледжа. С помощью спермы Нобелевских лауреатов он создал ретро-вирус, разносящий ген через кровь и присоединяющий его к клеткам мозга. Тем самым рождается новый гений! Во время задержания Хоббс поранился о шприц с этим вирусом. «Все люди одинаковы — они всегда думают, что то, к чему они стремятся, лучше, чем то, что они имеют.» Джон Оливер Хоббс (John Oliver Hobbes) «С ростом интеллекта увеличивается способность испытывать боль. Так что если невежество — благо, то просвещение — это настоящий ад.» Артур Шопенгауэр «Каждый человек — гений, пока он не открыл рот.» Пословица                                          |                                                              |                  |             |                              |                                                        |
| |                                                              |                  |             |                              |                                                        |
| 1.18 | Случайные сны (англ. Perchance to Dream)                     | 22 января 2001   | 117         | Майкл Гроссмэн               | Дэвид Левинсон                                         |
| Клэр пыталась убить человека, уверяя, что он представляет для неё опасность, хотя так и не смогла объяснить почему. Жертва — отец двоих детей — никогда раньше не встречался с Клэр. Дериен и Хоббс находят несколько схожих убийств, когда убийца и жертва не знакомы друг с другом. Убийц связывает то, что все они проходили лечение в клинике сна, так же как и Клэр. «Сон — брат-близнец смерти.» Гомер «Не спрашивай, по ком звонит колокол: он звонит по тебе.» Эрнест Хемингуэй — По ком звонит колокол «Мы всё переживём с помощью друзей.» The Beatles — With a Little Help from My Friends |                                                              |                  |             |                              |                                                        |
| |                                                              |                  |             |                              |                                                        |
| 1.19 | Замороженные во времени (англ. Frozen in Time)               | 29 января 2001   | 118         | Кен Джиротти                 | Стивен Д. Биндер                                       |
| Кейт Истон просит Дериена о помощи — двое учёных, работавших вместе с ней, исчезли. Фокс решает укрыть её у себя на квартире. В ходе расследования узнаётся, что за последние 2 месяца пропали без вести ещё 16 крупных учёных. Почерк один и тот же — выкупа не требуют, свидетелей нет, отпечатков тоже нет. «Даже у параноиков есть враги.» Генри Киссинджер |                                                              |                  |             |                              |                                                        |
| |                                                              |                  |             |                              |                                                        |
| 1.20 | Болен (англ. Diseased)                                       | 5 февраля 2001   | 119         | Майкл Гроссмэн               | Крэйг Сильверштейн                                     |
| Во время задания Дериен подхватывает вирус гриппа, созданный Арно. По ходу болезни оказывается, что амальгамная железа тоже «заболела». «Обществу нужна болезнь, которую оно идентифицирует со злом.» Сьюзан Кондак «Преступность — это болезнь. А я — лекарство.» Сильвестр Сталлоне (фильм «Кобра») «Пора заболеть!» Beastie Boys «Болезнь начинает равенство, которое завершает смерть.» Сэмюэл Джонсон «Сегодня самая страшная болезнь — это не проказа или туберкулёз, это чувство, что ты никому не нужен.» Мать Тереза |                                                              |                  |             |                              |                                                        |
| |                                                              |                  |             |                              |                                                        |
| 1.21 | Меньшее зло (англ. The Lesser Evil)                          | 12 февраля 2001  | 120         | Джей Тобиас                  | Эрик Моррис                                            |
| Дериен получает посылку со своим досье из агентства от неизвестного отправителя, в которой тот назначает Фоксу встречу. Отправителем оказывается — Эллианора, женщина-русалка, работающая на «Кризалис», с которой Дериену уже приходилось сталкиваться. Она рассказывает ему про решение «Бета» по поводу амальгамной железы. «Любопытство сгубило кошку.» Пословица «Тому, кто ужинает с дьяволом, нужна длинная ложка.» «Ничто так не возбуждает подозрительность, как малое знание.» Френсис Бэкон «Отделяй себя от своих врагов и берегись своих друзей.» Библия «Мы не должны доверять друг другу — это наша единственная защита от предательства.» Теннесси Уильямс «За наше подозрение мы расплачиваемся тем, что находим то, о чём подозревали.» Генри Дэвид Торо |                                                              |                  |             |                              |                                                        |
| |                                                              |                  |             |                              |                                                        |
| 1.22 | Деньги за ничего (Часть 1) (англ. Money for Nothing: Part 1) | 23 марта 2001    | 121         | Джефф Вулно (Jeff Woolnough) | Дэвид Левинсон                                         |
| Дериен, Хоббс, Клэр и Чарли отправляются в казино Арно в Лас-Крусес, чтобы отыграть деньги для агентства с помощью способностей Фокса. Но Дериен решает украсть 5 млн долларов. Агентство настаивает, чтобы он отдал деньги им, а Арно предлагает выгодный обмен. «Если Боги хотят наказать человека, они отнимают у него разум.» Греческая мифология «Я в зоне опасности.» Кенни Логгинс «Не будь ни заёмщиком, ни заёмодавцем и будь верен самому себе.» Принц Гамлет («Гамлет, принц датский») |                                                              |                  |             |                              |                                                        |
| |                                                              |                  |             |                              |                                                        |
| 1.23 | Деньги за ничего (Часть 2) (англ. Money for Nothing: Part 2) | 30 марта 2001    | 122         | Джефф Вулно Грег Яитэйнс     | Дэвид Левинсон                                         |
| Дериен впадает в пятую стадию амальгамного безумства, и агентство объявляет на него охоту. «Человек, который лелеет месть, бередит свои собственные раны.» Фрэнсис Бэкон |                                                              |                  |             |                              |                                                        |
| |                                                              |                  |             |                              |                                                        |
| 1.24 | Крохотный мир (англ. It's a Small World)                     | 6 апреля 2001    | 123         | Джей Тобиас                  | Стивен Д. Биндер Джонатан Глэсснер                     |
| Дериен и Хоббс назначают встречу с поставщиком информации из «Кризалиса», во время которой его убивают. У Фокса появляются подозрения, что за ним следят, так как «Кризалис» знает все его перемещения. «Враг — это любой, из-за кого тебя убьют, на чьей бы стороне он ни был.» Джозеф Хеллер |                                                              |                  |             |                              |                                                        |

### Второй сезон (2001—2002)
| № | Название                                                       | Премьера         | Код эпизода | Режиссёр           | Сценарий                           |
| --- | -------------------------------------------------------------- | ---------------- | ----------- | ------------------ | ---------------------------------- |
| |                                                                |                  |             |                    |                                    |
| 2.01 | Легенды (англ. Legends)                                        | 13 апреля 2001   | 201         | Майкл Гроссмэн     | Крэйг Сильверштейн                 |
| Дериан узнает, что у железы есть природный прототип, когда он, Клер и Хоббс направляются расследовать серию смертей в пустыне и встречают живую легенду. «Иногда легенды становятся реальностью и оказываются полезнее фактов.» Салман Рушди «То во что мы верим, становится реальностью.» Джордж Оруэлл |                                                                |                  |             |                    |                                    |
| |                                                                |                  |             |                    |                                    |
| 2.02 | Лагерь (англ. The Camp)                                        | 20 апреля 2001   | 202         | Грег Яитэйнс       | Джонатан Глэсснер                  |
| В больнице похищен новорожденный ребёнок. К этому причастен «Кризалис». К команде присоединяется новый агент Александра «Алекс» Монро. «Если бы рожали мужчины, у них было бы не более одного ребёнка.» Принцесса Диана «Ваши дети — это не ваши дети. Они приходят через вас, но не от вас. И хотя, они с вами, они вам не принадлежат.» Халиль Джебран |                                                                |                  |             |                    |                                    |
| |                                                                |                  |             |                    |                                    |
| 2.03 | Как важно быть Эбертсом (англ. The Importance of Being Eberts) | 27 апреля 2001   | 203         | Майкл Гроссмэн     | Дин Орайон                         |
| Кто-то пытается взломать компьютеры агентства, Эбертс пытается отследить хакеров. Но поведение самого Эбертса становится все более странным, и возникает вопрос, насколько хорошо агенты знали его с самого начала? «Мы прячем наше настоящее лицо и достаем его, когда все ушли, и называем незнакомцем.» Билли Джоэл «Вещи редко оказываются тем, чем кажутся. Снятое молоко маскируется под сливки.» (Гилберт из Гилберта и Салливана) |                                                                |                  |             |                    |                                    |
| |                                                                |                  |             |                    |                                    |
| 2.04 | Джонни-апокалипсис (англ. Johnny Apocalypse)                   | 15 июня 2001     | 204         | Грег Яитэйнс       | Дэвид Левинсон                     |
| Монро посылает Дериана и Хоббса, чтобы найти мальчика Адам, зараженного опасным вирусом, который активируется во время полового созревания. Понимая, что она намеревается убить мальчика, Фокс бежит с Адамом и ищет для тех, кто может им помочь, даже если для этого необходимо заключить сделку с «Кризалис». «Когда человек много знает, ему трудно удержаться от лжи.» Философ Лилькенстайн |                                                                |                  |             |                    |                                    |
| |                                                                |                  |             |                    |                                    |
| 2.05 | Сойти с ума на почте (англ. Going Postal)                      | 22 июня 2001     | 205         | Билл Л. Нортон     | Габриэль Стэнтон Гарри Верксмэн    |
| Фокс, Хоббс, и Монро отправляются расследовать серию краж в центре возврата почты, неожиданно Хоббс начинает стрелять в рабочих. «Когда врата восприятия будут наконец очищены, мы все увидим вещи такими, какие они есть.» Уильям Блейк |                                                                |                  |             |                    |                                    |
| |                                                                |                  |             |                    |                                    |
| 2.06 | Хранитель брата (англ. Brother's Keeper)                       | 29 июня 2001     | 206         | Грег Яитэйнс       | Крэйг Сильверштейн                 |
| Используя тот же метод пробуждения воспоминаний, хранящихся в РНК, как и в эпизоде 1.11, Дериен пробуждает разум своего брата, чтобы тот нашел способ извлечь железу. Арно обнаруживает возвращение Кевина и похищает его в надежде решить свои собственные проблемы. «Смерть человека больше касается оставшихся в живых, чем его самого.» Томас Мор «Если человеку не за что умереть, то ему наверное незачем и жить.» Джеймс Бевел «Наша жизнь состоит из смертей других людей.» Леонардо да Винчи |                                                                |                  |             |                    |                                    |
| |                                                                |                  |             |                    |                                    |
| 2.07 | Бесчувственный (англ. Insensate)                               | 6 июля 2001      | 207         | Майкл Гроссмэн     | Джонатан Глэсснер                  |
| Человек лишенный всех чувств, кроме сенсорного, появляется в квартире Фокса. Называя себя Томми Уолкер, незнакомец утверждает, что он беглец из другого государственного эксперимента. Считая, что Уолкер может помочь в удалении железы, Фокс пытается спасти его. «Вор в каждом кусте полицейского видит.» Оригинал: «Подозрение всегда живёт в душе преступной: каждый куст кажется вору сыщиком.» Уильям Шекспир «Ужасен не сам взрыв, а его ожидание.» Альфред Хичкок «Первый способ избежать ответственности — ничего не помнить.» Надежда Мандельштам                                                           |                                                                |                  |             |                    |                                    |
| |                                                                |                  |             |                    |                                    |
| 2.08 | Логово воров (англ. Den of Thieves)                            | 13 июля 2001     | 208         | Билл Л. Нортон     | Габриэль Г. Стэнтон Гарри Верксмэн |
| Дериен внедряется в группу воров. «Когда вор дошёл до определённой точки, он может больше и не беспокоиться. Воровство ему ниспослано Богом. Пусть постарается быть хорошим вором». Сэмюэл Батлер |                                                                |                  |             |                    |                                    |
| |                                                                |                  |             |                    |                                    |
| 2.09 | Плохое ци (англ. Bad Chi)                                      | 20 июля 2001     | 209         | Джеймс А. Контнер  | Дин Орайон                         |
| Дериен идет к акупунктуре, когда его спина начинает его раздражать. Точка давления на шее приводит к действии железы и она активируется. Иглотерапевт использует Дериена, чтобы он помог украсть особую вещь из музея. Невидимый агент должен решить проблему за неё, хочет он того или нет. «Честность — лучшая политика.» Поговорка «Мудрость приходит через страдания.» Поговорка |                                                                |                  |             |                    |                                    |
| |                                                                |                  |             |                    |                                    |
| 2.10 | От вспышки до взрыва (англ. Flash to Bang)                     | 27 июля 2001     | 210         | Билл Л. Нортон     | Крэйг Сильверштейн                 |
| После удара молнии во время операции против «Кризалис», Фокс просыпается в больнице без памяти, он совсем ничего не помнит, а уж тем более кем он является. В то время как врачи пытаются выяснить, что за опухоль у Фокса, обнаруженная .. У «Кризалис» появляется шанс убедить Дериена в том, что они его друзья и увезти с собой. Агентства и Арно тоже ищут Фокса. |                                                                |                  |             |                    |                                    |
| |                                                                |                  |             |                    |                                    |
| 2.11 | Теория микробов (англ. Germ Theory)                            | 3 августа 2001   | 211         | Джордж Хуанг       | Том Дж. Асл                        |
| Экспериментальная доза контрагента начинает распространение невидимости на всех в «Агентстве». Фокс вступает в контакт с микробами. Агенты начинают испытывать амальгамное безумие, Клэр ищет решение. «Агентство» объявляют в карантин. «Выразительны не только ноты, но и тишина между ними.» Сочинители традиционной японской музыки «Если я увидел дальше, то лишь потому, что стоял на плечах гигантов.» Исаак Ньютон |                                                                |                  |             |                    |                                    |
| |                                                                |                  |             |                    |                                    |
| 2.12 | Выбор (англ. The Choice)                                       | 10 августа 2001  | 212         | Майкл Гроссмэн     | Энн Макгрэйл                       |
| Рэйд в лагерь «Кризалис» для армии детей.. Алекс наконец вернёт своего ребёнка, но, оказывается, что биологическими родителями ребёнка являются Джарод Старк и его жена. Алекс была только суррогатной матерью. И, когда приемная мать приезжает в «Агентство», встаёт вопрос: кто лучший родитель? «Самка любого биологического вида защищается, если на неё нападают.» Маргарет Тэтчер |                                                                |                  |             |                    |                                    |
| |                                                                |                  |             |                    |                                    |
| 2.13 | Нематериальная девушка (англ. Immaterial Girl)                 | 17 августа 2001  | 213         | Майкл Гроссмэн     | Джонатан Глэсснер Дэвид Левинсон   |
| Фокс начинает видеть женщину-духа, и начинает мини-расследование, приходит в Агентство и рассказывает об этом, но ему никто не верит, так как никто не верит в приведений.. Фокс начинает собственное расследование, таким образом, это приводит его к дочери призрака. Очень странное убийство. «Пусть будет хуже, лишь бы перемены.» Еврейская пословица «Избегать суеверий — это тоже суеверие.» Френсис Бэкон «И мать есть мать, как самое святое из всех живущих ныне на Земле.» Сэмюэл Тейлор Кольридж |                                                                |                  |             |                    |                                    |
| |                                                                |                  |             |                    |                                    |
| 2.14 | Роль отца (англ. Father Figure)                                | 24 августа 2001  | 214         | Майкл Гроссмэн     | Дэвид Левинсон                     |
| Фокс и Хоббс ведут поиск изгнанного агента. Снайпер ведет их до последнего человека, которым оказывается отец Фокса. «Все счастливые семьи похожи друг на друга, каждая несчастливая семья несчастлива по-своему.» Лев Толстой «Причина героизма кроется в безрассудстве.» Какой-то французский ученый «Мне всю жизнь казалось, будто все в смокингах, а я в коричневых туфлях.» Джордж Глобал |                                                                |                  |             |                    |                                    |
| |                                                                |                  |             |                    |                                    |
| 2.15 | Чувство общества (англ. A Sense of Community)                  | 7 сентября 2001  | 215         | Джей Тобиас        | Габриэль Г. Стэнтон Гарри Верксмэн |
| Фокс и Хоббс против своей воли оказываются в посёлке для тайных агентов, чьи личности были разоблачены. «Ничто так не деморализует, как деньги.» Софокл «Слухи о моей кончине были несколько преувеличены.» Марк Твен |                                                                |                  |             |                    |                                    |
| |                                                                |                  |             |                    |                                    |
| 2.16 | Три фазы Клэр (англ. The Three Phases of Claire)               | 14 сентября 2001 | 216         | Мартин Вуд         | Дин Орайон                         |
| Клэр не случайно вводят экспериментальную сыворотку правды. Препарат имеет три фазы, как говорят: чрезвычайная болтливость, слуховые галлюцинации и полная утрата контроля над собой. Хранитель похищена террористом, на котором препарат должен был быть проверен. Клэр пытается удержать все секреты проекта «Амальгама», пока Фокс и Хоббс пытаются разыскать её. «Когда мораль сталкивается с прибылью, мораль побеждает редко.» Ширли Чизл «Высказывать свои мысли — это величайшее утешение в жизни.» Вольтер «Человек — единственное животное, которое краснеет, и которому это действительно нужно.» Марк Твен |                                                                |                  |             |                    |                                    |
| |                                                                |                  |             |                    |                                    |
| 2.17 | Раскрытый (англ. Exposed)                                      | 28 сентября 2001 | 217         | Иан Барри          | Габриэль Г. Стэнтон Гарри Верксмэн |
| Томми Уолкера посещают воспоминания, которые начинают возвращаться, Уолкер вспоминает кем он был раньше, он удивляется.. Он хочет остаться человеком. «Когда плохие люди собираются вместе, хорошие должны сотрудничать.» Эдмунд Бёрк |                                                                |                  |             |                    |                                    |
| |                                                                |                  |             |                    |                                    |
| 2.18 | Женщина-невидимка (англ. The Invisible Woman)                  | 4 января 2002    | 218         | Адам Дэвидсон      | Дин Орайон                         |
| Китайская ученая, которая использует устройство, в свою очередь, которое делает её невидимой пытается заручиться помощью Фокса. Она хочет, чтобы Фокс отдал ей своей железы, так как у неё шрамы и она из-за этого хочет быть невидимкой, хотя её правительство утверждает, что она является террористкой, укравший у них «аппарат невидимости». «Вдохновение — это искусство видеть невидимое.» Джонатан Свифт |                                                                |                  |             |                    |                                    |
| |                                                                |                  |             |                    |                                    |
| 2.19 | Простые смертные (англ. Mere Mortals)                          | 11 января 2002   | 219         | Майкл Гроссмэн     | Стивен Д. Биндер                   |
| Противоядие не отвечает должным образом, Клэр выключает железу в целях эксперимента. Дериен использует свободу, как возможность для банджи-прыжка, и имеет случайный секс, не становясь невидимым. Агентство планирует ограбление, и Фокс по-прежнему лучший агент для работы с амальгамной железой или без. «Единственное различие между мной и сумасшедшим в том, что я не сумасшедший.» Сальвадор Дали «Трус умирает тысячу раз, герой — лишь однажды.» Уильям Шекспир «Пока у меня есть желания, есть причина для жизни. Удовлетворение — это смерть.» Джордж Бернанд Шоу                                          |                                                                |                  |             |                    |                                    |
| |                                                                |                  |             |                    |                                    |
| 2.20 | Одержимые (англ. Possessed)                                    | 18 января 2002   | 220         | Майкл Гроссмэн     | Джули Фербер Франк                 |
| Новый контрагент, вызывает проблемы, когда он вызывает амальгамное безумие, и всякий, кто прикоснется к остаткам амальгамы будет в амальгамном бешенстве. «Мы не утратили веру, мы перенесли её с Бога на врачей.» Джордж Бернанд Шоу |                                                                |                  |             |                    |                                    |
| |                                                                |                  |             |                    |                                    |
| 2.21 | Враг моего врага (англ. Enemy of My Enemy)                     | 25 января 2002   | 221         | Крэйг Сильверштейн | Крэйг Сильверштейн                 |
| Дериен обнаружил недавно не невидимого Арно и они должны работать вместе, чтобы вырваться из «Кризалис». Арно обращается в агентство, но оставляет возможность удаления контрагента в зависимости от амальгамной железы. Дериен умоляет Клэр, чтобы она выяснила формулу, хотя она рискует своей работой. |                                                                |                  |             |                    |                                    |
| |                                                                |                  |             |                    |                                    |
| 2.22 | Что-то новенькое (англ. The New Stuff)                         | 1 февраля 2002   | 222         | Майкл Гроссмэн     | Крэйг Сильверштейн                 |
| Клэр достигла успеха в изменении железы, освобождая Дериена от контрагента и контроля агентства. Когда Дериен уходит срабатывает выстрел. У «Кризалис» начинается новая тактика, он неохотно возвращается, чтобы помочь агентству в борьбе. «Настоящая щедрость по отношению к будущему заключается в том, чтобы все отдавать настоящему.» Альбер Камю «Работа интереснее развлечений.» Коул Портер «Я не пытаюсь описывать будущее, я пытаюсь предотвратить его.» Рэй Брэдбери |                                                                |                  |             |                    |                                    |